# Midlothian (Texas)
Midlothian ist eine Stadt im Ellis County im US-Bundesstaat Texas in den Vereinigten Staaten. Das U.S. Census Bureau hat bei der Volkszählung 2020 eine Einwohnerzahl von 35.125 ermittelt.

## Geographie
Die Stadt liegt an der Kreuzung der U.S. Highways 67 und 287, sowie der Atchison, Topeka and Santa Fe Railway und der Southern Pacific Railroad im mittleren Nordosten von Texas, 15 Kilometer nordwestlich von Waxahachie und hat eine Gesamtfläche von 98,1 km², wovon 0,4 km² Wasserfläche ist.

## Geschichte
Die ersten Siedler erreichten dieses Gebiet um 1800, aber die Kolonie wuchs nicht bis zur Befriedung der amerikanischen Ureinwohner durch Sam Houston im Jahr 1843. Später wurde der Ort bekannt als Hawkins Springs, benannt nach einer Quelle auf dem Land von William Alden Hawkins, einem der ersten Siedler in diesem Gebiet. Eine Blockhütte diente als Schule, Kirche und Gemeinschaftsraum. 1877 wurde das erste Postbüro eröffnet und 1882 oder 1883 wurde der Ort umbenannt in Midlothian, wahrscheinlich nach dem Heimatort eines schottischen Eisenbahningenieurs der Gulf, Colorado and Santa Fe Railway, die 1883 hier ihre Gleise verlegten.

## Wirtschaft
Midlothian wurde aufgrund des Austin Chalk Escarpment, einer einzigartigen geologischen Formation, die von Nord nach Süd durch die Stadt verläuft, zu einem Zentrum des Zementabbaus.
Drei der zehn größten Zementfabriken in den USA sind in der Stadt tätig: TXI (einst Texas Industries), Holcim und Ash Grove.
Gerdau Ameristeel, ehemals Chaparral Steel, ein großes Stahlwerk, grenzt an das Zementwerk von TXI.
Außerdem betreibt Google eines seiner Rechenzentren. 
Ein großer Industriepark, Railport, liegt an der US 67 im Südwesten der Stadt.

## Demografische Daten
Nach der Volkszählung im Jahr 2000 lebten hier 7.480 Menschen in 2.650 Haushalten und 2.011 Familien. Die Bevölkerungsdichte betrug 76,6 Einwohner pro km². Ethnisch betrachtet setzte sich die Bevölkerung zusammen aus 90,45 % weißer Bevölkerung, 2,91 % Afroamerikanern, 0,52 % amerikanischen Ureinwohnern, 0,49 % Asiaten, 0,01 % Bewohnern aus dem pazifischen Inselraum und 3,94 % aus anderen ethnischen Gruppen. Etwa 1,66 % waren gemischter Abstammung und 13,11 % der Bevölkerung waren spanischer oder lateinamerikanischer Abstammung.
Von den 2.650 Haushalten hatten 42,7 % Kinder unter 18 Jahre, die im Haushalt lebten. 59,9 % davon waren verheiratete, zusammenlebende Paare. 11,0 % waren allein erziehende Mütter und 24,1 % waren keine Familien. 19,9 % aller Haushalte waren Singlehaushalte und in 7,4 % lebten Menschen, die 65 Jahre oder älter waren. Die Durchschnittshaushaltsgröße betrug 2,82 und die durchschnittliche Größe einer Familie belief sich auf 3,25 Personen.
31,2 % der Bevölkerung waren unter 18 Jahre alt, 8,8 % von 18 bis 24, 32,9 % von 25 bis 44, 19,3 % von 45 bis 64, und 7,8 % die 65 Jahre oder älter waren. Das Durchschnittsalter war 31 Jahre. Auf 100 weibliche Personen aller Altersgruppen kamen 100,0 männliche Personen. Auf 100 Frauen im Alter von 18 Jahren und darüber kamen 97,7 Männer.

Das jährliche Durchschnittseinkommen eines Haushalts betrug 49.464 USD, das Durchschnittseinkommen einer Familie 55.055 USD. Männer hatten ein Durchschnittseinkommen von 37.151 USD gegenüber den Frauen mit 27.209 USD. Das Prokopfeinkommen betrug 19.329 USD. 6,3 % der Bevölkerung und 4,4 % der Familien lebten unterhalb der Armutsgrenze. Davon waren 8,2 % Kinder und Jugendliche unter 18 Jahren und 8,0 % waren 65 oder älter.